# 汉沽街道
汉沽街道，是中华人民共和国天津市滨海新区下辖的一个街道办事处。
2013年12月19日，天津市民政局批复同意以汉沽街道、大田镇两街镇的行政区域以及寨上街道大丰路、汉蔡路以东，津汉高速、汉南公路以北，滨唐公路以南区域，设立新的汉沽街道。

## 行政区划
汉沽街道下辖以下地区：
后坨里社区、前坨里社区、王园里社区、贾园里社区、中阳里社区、东滨里社区、红霞里社区、滨河家园社区、金谷里社区、汉沽中专社区、大田村、芦前村、芦中村、芦后村、小王圈村、大王圈村、小马村、大马村、下坞村和新立村。